# Thora Bjorg Helga
Thora Bjorg Helga (* 16. April 1989 in Reykjavík als Þorbjörg Helga Þorgilsdóttir) ist eine isländische Schauspielerin.

## Leben und Karriere
Þorbjörg Helga Þorgilsdóttir wurde am 16. April in Reykjavík geboren. Helga gewann 2014 den Icelandic Academy Award als beste Schauspielerin für ihre Rolle in dem Film, der im September 2013 beim Toronto International Film Festival uraufgeführt wurde. Ihr Debüt gab sie 2011 in dem Kurzfilm Ódauðleg ást. Danach spielte sie in dem Film The Deep die Hauptrolle. Sie wurde 2013 für den Icelandic Academy Award als Beste Nebendarstellerin nominiert. Außerdem war sie in dem Film Autumn Lights zu sehen. 2013 bekam sie in dem Film Metalhead die Hauptrolle. Anschließend trat sie 2017 in der Serie Fangar auf.

## Filmografie (Auswahl)
Filme
- 2011: Ódauðleg ást
- 2011: Litlir hlutir
- 2012: The Deep
- 2012: Sacrifice
- 2013: Metalhead
- 2014: Borgríki 2
- 2016: Autumn Lights
- 2016: Patient Seven

Serien
- 2017: Fangar